# Hannich Péter
Hannich Péter (Győr, 1957. március 30. –) magyar labdarúgó. 2018-tól 2019-ig a Gyirmót FC sportigazgatója volt.

## Pályafutása

### Klubcsapatban
Szülővárosában a MÁV DAC-ban kezdte a labdarúgást 10 évesen. 1977-ben került a Rába ETO-hoz és a következő évtől a csapat stabil tagja lett. 1981 és 1986 között tagja volt a győriek történetének legsikeresebb csapatának: kétszeres bajnok, ezüstérmes és egyszeres bronzérmes. 1981–1982-es idényben a gólkirályi címet is megszerezte 22 góllal. A mexikói világbajnokság után Franciaországban folytatta pályafutását az AS Nancy-nál. 1988-ban hazatért és az MTK-VM labdarúgója lett. Itt egy bajnoki ezüst- és egy bronzéremmel gazdagította gyűjteményét. 1992-ben az osztrák Mattersburg (Nagymarton) csapatában fejezte be az aktív labdarúgást.

### A válogatottban
A magyar válogatottban 1982 és 1987 között 27 alkalommal szerepelt és 2 gól szerzett. Tagja volt az 1986-os mexikói világbajnokságon szereplő csapatnak.

## Sikerei, díjai
- Magyar bajnok
  - bajnok: 1981–82, 1982–83
  - 2.: 1983–84, 1984–85, 1989–90
  - 3.: 1985–86, 1988–89
  - gólkirály: 1981-82 (22 gól)
- Magyar kupa (MNK)
  - győztes: 1979
  - döntős: 1984

## Statisztika

### Mérkőzései a válogatottban
| Magyarország | Magyarország         | Magyarország                      | Magyarország     | Magyarország | Magyarország  | Magyarország       | Magyarország | Magyarország   |
| #            | Dátum                | Helyszín                          | Hazai            | Eredmény     | Vendég        | Kiírás             | Gólok        | Esemény        |
| ------------ | -------------------- | --------------------------------- | ---------------- | ------------ | ------------- | ------------------ | ------------ | -------------- |
| 1.           | 1982. április 18.    | Budapest, Népstadion              | Magyarország     | 1 – 2        | Peru          | barátságos         | -            | 60'            |
| 2.           | 1982. szeptember 22. | Győr, Rába ETO Stadion            | Magyarország     | 5 – 0        | Törökország   | barátságos         | -            |                |
| 3.           | 1982. október 6.     | Párizs, Parc des Princes          | Franciaország    | 1 – 0        | Magyarország  | barátságos         | -            |                |
| 4.           | 1983. március 27.    | Luxembourg                        | Luxemburg        | 2 – 6        | Magyarország  | Eb-selejtező       | 1            | 58' (11-esből) |
| 5.           | 1983. április 13.    | Coimbra, Municipal-stadion        | Portugália       | 0 – 0        | Magyarország  | barátságos         | -            |                |
| 6.           | 1983. április 17.    | Budapest, Népstadion              | Magyarország     | 6 – 2        | Luxemburg     | Eb-selejtező       | -            |                |
| 7.           | 1983. április 27.    | London, Wembley Stadion           | Anglia           | 2 – 0        | Magyarország  | Eb-selejtező       | -            |                |
| 8.           | 1983. június 1.      | Koppenhága, Idraets Park          | Dánia            | 3 – 1        | Magyarország  | Eb-selejtező       | -            |                |
| 9.           | 1983. október 12.    | Budapest, Népstadion              | Magyarország     | 0 – 3        | Anglia        | Eb-selejtező       | -            | 65'            |
| 10.          | 1983. október 26.    | Budapest, Népstadion              | Magyarország     | 1 – 0        | Dánia         | Eb-selejtező       | -            |                |
| 11.          | 1983. december 3.    | Szaloniki, Kaftanzoglu-stadion    | Görögország      | 2 – 2        | Magyarország  | Eb-selejtező       | -            | 26'            |
| 12.          | 1984. január 18.     | Cádiz, Ramón de Carranza Stadion  | Spanyolország    | 0 – 1        | Magyarország  | barátságos         | -            | 66'            |
| 13.          | 1984. március 31.    | Szabadka, Szpartak Stadion        | Jugoszlávia      | 2 – 1        | Magyarország  | barátságos         | -            |                |
| 14.          | 1984. április 4.     | Isztambul, Beşiktaş İnönü Stadion | Törökország      | 0 – 6        | Magyarország  | barátságos         | -            | 66'            |
|              | 1984. április 11.    | Budapest, Megyeri úti stadion     | Magyarország     | 1 – 1        | Bulgária      | olimpiai selejtező | -            |                |
|              | 1984. április 25.    | Moszkva, Luzsnyiki Stadion        | Szovjetunió      | 0 – 1        | Magyarország  | olimpiai selejtező | -            |                |
| 15.          | 1984. május 23.      | Székesfehérvár, Sóstói Stadion    | Magyarország     | 0 – 0        | Norvégia      | barátságos         | -            |                |
| 16.          | 1984. május 31.      | Budapest, Üllői úti Stadion       | Magyarország     | 1 – 1        | Spanyolország | barátságos         | -            |                |
| 17.          | 1984. június 6.      | Brüsszel, Heysel Stadion          | Belgium          | 2 – 2        | Magyarország  | barátságos         | -            |                |
| 18.          | 1984. augusztus 22.  | Budapest, Népstadion              | Magyarország     | 3 – 0        | Svájc         | barátságos         | -            | 46'            |
| 19.          | 1984. augusztus 25.  | Budapest, Népstadion              | Magyarország     | 0 – 2        | Mexikó        | barátságos         | -            |                |
| 20.          | 1986. január 30.     | El, ben-Khalifa-stadion (QAT)     | Ázsia-válogatott | 0 – 3        | Magyarország  | barátságos         | -            | 62'            |
| 21.          | 1986. február 1.     | Doha, el-Kabir-stadion (QAT)      | Ázsia-válogatott | 0 – 2        | Magyarország  | barátságos         | -            | 77'            |
| 22.          | 1986. február 2.     | Doha                              | Katar            | 0 – 3        | Magyarország  | barátságos         | 1            | 12'            |
| 23.          | 1986. március 16.    | Budapest, Népstadion              | Magyarország     | 3 – 0        | Brazília      | barátságos         | -            |                |
| 24.          | 1986. június 9.      | León, Estadio León (MEX)          | Magyarország     | 0 – 3        | Franciaország | vb-csoportkör      | -            | 46'            |
| 25.          | 1986. szeptember 9.  | Oslo, Ullevaal Stadion            | Norvégia         | 0 – 0        | Magyarország  | barátságos         | -            | 57'            |
| 26.          | 1987. február 8.     | Limassol, Círio Stadion           | Ciprus           | 0 – 1        | Magyarország  | Eb-selejtező       | -            |                |
| 27.          | 1987. április 29.    | Rotterdam, Feijenoord Stadion     | Hollandia        | 2 – 0        | Magyarország  | Eb-selejtező       | -            |                |
|              | Összesen             |                                   |                  | 27           | mérkőzés      |                    | 2            | gól            |